# Coris hewetti
Coris hewetti là một loài cá biển thuộc chi Coris trong họ Cá bàng chài. Loài này được mô tả lần đầu tiên vào năm 1999.

## Từ nguyên
Từ định danh được đặt theo tên của Jeremy Hewett, người đã thu thập mẫu định danh của loài này.

## Phạm vi phân bố và môi trường sống
C. hewetti là một loài đặc hữu của quần đảo Marquises (Polynesia thuộc Pháp). C. hewetti sống gần các rạn san hô trên nền đáy cát và đá vụn ở độ sâu đến ít nhất là 40 m.

## Mô tả
C. hewetti có chiều dài cơ thể tối đa được biết đến là 16,7 cm. Như những loài thuộc chi Coris, C. hewetti là một loài dị hình giới tính. Những khi thực hiện màn tán tỉnh, cá đực bơi lang thang trên một khu vực rộng lớn, dựng đứng vây lưng và căng rộng vây đuôi, cũng như thay đổi màu sắc trên cơ thể của chúng.
Từ mõm và gáy dọc theo lưng cũng như dưới bụng của cá đực có màu xanh đen, vùng thân còn lại có màu xanh lam xám. Thân dưới có các vạch màu xanh đen và xám. Vây lưng và vây hậu môn màu tím sẫm, vây lưng có thêm các vệt đỏ. Đầu màu xám với các vệt sọc xanh tập trung ở dưới mắt, kéo dài đến nắp mang. Cá cái có một dải sọc sẫm ở thân trên, lốm đốm các chấm trắng trên sọc này; thân dưới và bụng màu trắng. Cuống và vây đuôi có màu vàng
Số gai vây lưng: 9; Số tia vây ở vây lưng: 12; Số gai vây hậu môn: 3; Số tia vây ở vây hậu môn: 12.

## Sinh thái học
Thức ăn của C. hewetti là các loài thủy sinh không xương sống nhỏ. Theo quan sát và ghi nhận, C. hewetti cái là loài kiểu mẫu để một số loài cá khác có thể bắt chước kiểu màu như Aspidontus taeniatus, Plagiotremus rhinorhynchos và Plagiotremus tapeinosoma. Bên cạnh đó, một loài cá bàng chài khác cũng có kiểu màu khá giống với C. hewetti cái, là Stethojulis marquesensis, cũng là loài đặc hữu ở Marquises.